# Antoinette-Victoire Couperin
Antoinette-Victoire Couperin (circa 1760 – 1812) was een organiste, zangeres en harpiste. Zij was lid van de componistenfamilie Couperin. Haar vader was Armand-Louis Couperin. 
Er zijn van Antoinette-Victoire Couperin geen werken bekend.